# Marţolea
Marţolea är ett illasinnat väsen i rumänsk folklore av obestämt kön och med en förmåga att byta skepnad. Marţolea förknippas med veckodagen tisdag (rumänska: marți) på vilken vissa traditionella kvinnosysslor anses förbjudna såsom bakning och ullspinning. Hårda straff utdelas av detta väsen mot den som bryter dessa tabun.
Varelsen uppträder ofta som en get med mänskligt anlete men kan också visa sig för gifta kvinnor som en gammal gumma, eller som ung vacker man för ogifta kvinnor.
Marţolea förekommer ibland i skräcklitteratur.